# Ichthyostega
Ichthyostega ("zastřešená ryba") byl rod dávno vyhynulých primitivních čtyřnožců, kteří patřili mezi první obratlovce s diferenciovanými končetinami. Existovali v období pozdního devonu asi před 365 až 360 miliony let. Tito tetrapodi představovali jakýsi evoluční přechod mezi svaloploutvými nozdratými rybami a živočichy lépe přizpůsobenými životu na souši. Blízkými vývojovými příbuznými byly například rody Ventastega a Acanthostega.

## Objev a popis
Fosilie ichtyostegy formálně popsal švédský geolog a paleontolog Gunnar Säve-Söderbergh v roce 1932 na základě nálezů čtrnácti fosilních jedinců, objevených expedicí na východ Grónska v roce 1931. Později byly objeveny další exempláře a Säve-Söderbergh popsal ještě tři další druhy tohoto rodu. Ichtyostega byl obojživelníkům podobný živočich se sedmiprstými zadními končetinami (počet prstů na předních končetinách není známý) a celkovou délkou těla v rozmezí 1 až 1,5 metru. Lebka byla dorzoventrálně zploštělá a očnice posazené na horní straně lebky poněkud vzadu. Ocasní část páteře tvořila jakousi "ploutev" s výrazným lemem. Tito "praobojživelníci" se zřejmě ještě nedokázali aktivně pohybovat po březích a setrvávali nejspíš po celý život ve vodním prostředí.